# HD133426
HD133426 — хімічно пекулярна зоря спектрального класу B9, що має видиму зоряну величину в смузі V приблизно  7,1.
Вона  розташована на відстані близько 424,7 світлових років від Сонця.